# Oddsskarðgöng

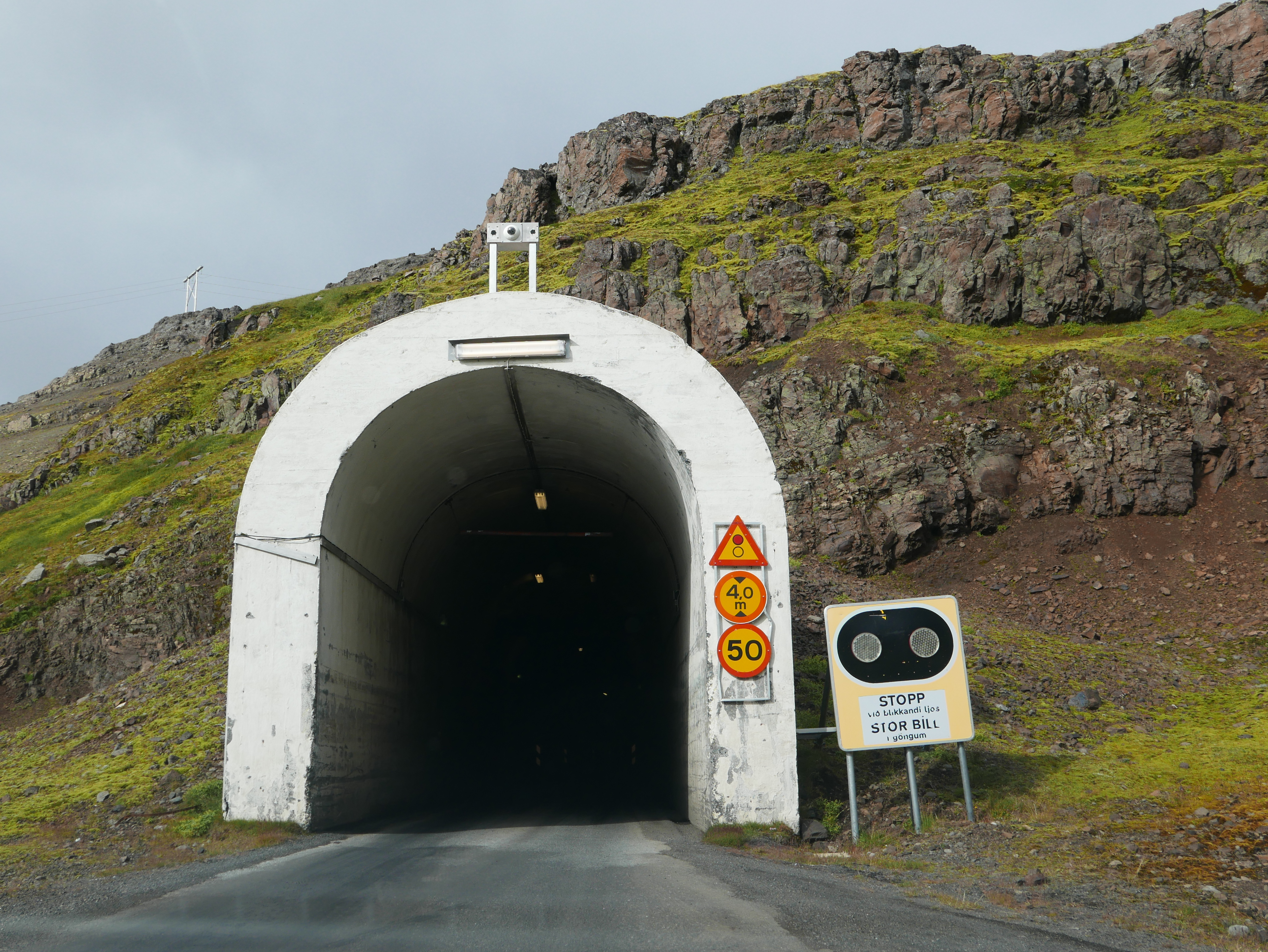
El túnel Oddsskarðgöng

Oddsskarðgöng és un túnel d'Islàndia, que es troba a la Regió de l'Est de l'illa, a la ruta 92. Té una longitud de 626 metres i es troba en la carretera de muntanya que uneix el poble-fiord d'Eskifjörður al sud-oest amb el poble-fiord de Neskaupstaður al nord-est. La il·luminació del túnel és pobra i la carretera que el travessa és d'un únic sentit. Enmig del túnel hi ha dos vorals més ample. Quan fa mal temps el túnel es tanca en tots dos sentits.

## Història
Anteriorment, l'única manera que hi havia d'accedir a Neskaupstaður era en vaixell, fins que al 1949 es va construir la primera carretera que creuava la muntanya. Era un passatge que a l'hivern era extremadament difícil de seguir, ja que s'hi acumulava molta neu. La construcció d'aquest túnel es va començar l'any 1974 i es va obrir l'any 1977. El túnel d'Oddsskarðgöng és el més elevat d'Islàndia en trobar-se a 632 msnm.
Tot i que a l'hivern aquest és una zona d'esquí força popular, hi ha un alt risc d'allaus.